# Stanisław Kaczyński (generał)

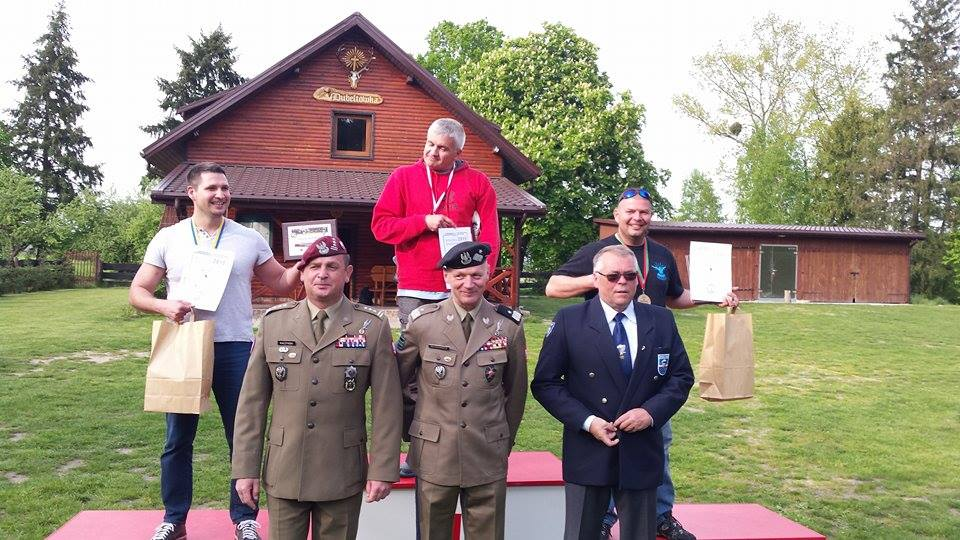
płk Stanisław Kaczyński (2015)

Stanisław Kaczyński (ur. 15 czerwca 1965 w Kutnie) – polski dowódca wojskowy; generał brygady Wojska Polskiego, doktor w dziedzinie dowodzenia (2004), dowódca 25 Brygady Kawalerii Powietrznej (2014–2017).

## Przebieg służby wojskowej
Stanisław Kaczyński studia wojskowe rozpoczął we wrześniu 1985 jako podchorąży Wyższej Szkoły Oficerskiej Wojsk Zmechanizowanych we Wrocławiu, którą ukończył w 1989. 
W sierpniu tego roku był promowany przez gen. broni Antoniego Jasińskiego na pierwszy stopień oficerski – podporucznika. Służbę zawodową rozpoczął w październiku 1989 na stanowisku dowódcy plutonu w 1 batalionie szturmowym w Lublińcu. W 1994 objął funkcję dowódcy kompanii w 1 pułku specjalnym. W 1995 został skierowany na studia w Akademii Obrony Narodowej na kierunku organizacja i zarządzanie - dowodzenie wojskami, po czym po ich ukończeniu został wyznaczony w 1998 na stanowisko specjalisty oddziału informacyjnego w Zarządzie Rozpoznania i Walki Radio-Elektronicznej Wojsk Lądowych.
W latach 1999–2011 pełnił służbę w 25 Brygadzie Kawalerii Powietrznej (BKPow) kolejno jako: szef sekcji, dowódca 1 batalionu kawalerii powietrznej, szef sztabu 25 BKPow. W międzyczasie, w 2004 uzyskał stopień naukowy doktora w dziedzinie dowodzenia na Akademii Obrony Narodowej. Uczestniczył w okresie od 2000 do 2009 w misjach zagranicznych: dwukrotnie był m.in. zastępcą szefa wydziału operacyjnego w Bośni i Hercegowinie (2000–2001), trzykrotnie był m.in. zastępcą dowódcy grupy w Polskim Kontyngencie Wojskowym w składzie Międzynarodowych Sił Stabilizacyjnych w Iraku (I, V i IX zmiana; 2003, 2005, 2007) oraz w V zmianie Polskiego Kontyngentu Wojskowego w Afganistanie (2009), gdzie służył jako obserwator wojskowy i dowódca grupy.
W 2011 otrzymał przydział służbowy do Dowództwa Wojsk Lądowych w Warszawie na stanowisko szefa Oddziału Szkolenia w Zarządzie Wojsk Aeromobilnych. W 2014 po ukończeniu Podyplomowych Studiów Polityki Obronnej w AON objął 5 sierpnia tego roku obowiązki dowódcy 25 Brygady Kawalerii Powietrznej w Tomaszowie Mazowieckim, którą dowodził przez kolejne 3 lata. 1 sierpnia 2015 prezydent RP Bronisław Komorowski mianował go na stopień generała brygady. Od 1 lipca 2017 sprawował obowiązki w dowództwie 16 Pomorskiej Dywizji Zmechanizowanej, zajmując stanowisko zastępcy dowódcy dywizji - szefa sztabu dywizji.
17 stycznia 2019 został wyznaczony przez ministra obrony narodowej Mariusza Błaszczaka na nowe stanowisko zastępcy szefa sztabu ds. wsparcia w Dowództwie Sił Lądowych NATO w Izmirze w Turcji z dniem objęcia 21 stycznia 2019, zostając odpowiedzialnym za dowodzenie komponentem lądowym w czasie operacji Sojuszu. W roku 2022 został desygnowany na stanowisko attaché obrony, wojskowy, morski i lotniczy przy Przedstawicielstwie Dyplomatycznym RP w Chińskiej Republice Ludowej w Pekinie. Interesuje się piłką nożną, historią wojskowości oraz bezpieczeństwem międzynarodowym.

## Awanse[10]
- podporucznik – 1989
- porucznik – 1992
- kapitan – 1996
- major – 2001
- podpułkownik – 2004
- pułkownik – 2011
- generał brygady – 1 sierpnia 2015[11]

## Ordery, odznaczenia i wyróżnienia[10]
- Brązowy Krzyż Zasługi – 2002
- Srebrny Medal za Długoletnią Służbę – 2013[12]?
- Złoty Medal „Za zasługi dla obronności kraju” – 2012
- Srebrny Medal „Za zasługi dla obronności kraju” – 2005
- Brązowy Medal „Za zasługi dla obronności kraju” – 1995
- Złoty Medal „Siły Zbrojne w Służbie Ojczyzny” – 2018[13]
- Srebrny Medal „Siły Zbrojne w Służbie Ojczyzny” – 2006
- Brązowy Medal „Siły Zbrojne w Służbie Ojczyzny” – 1999
- Gwiazda Iraku – 2008
- Gwiazda Afganistanu – 2010
- Medal „Pro Patria” – 2012[14]
- Odznaka Honorowa Wojsk Lądowych
- Odznaka Skoczka Spadochronowego Wojsk Powietrznodesantowych – 1988
- Złota Wojskowa Odznaka Sprawności Fizycznej

i inne